# 新安州青年駅
新安州青年駅（シナンジュチョンニョンえき）は、朝鮮民主主義人民共和国平安南道安州市にある、朝鮮民主主義人民共和国鉄道省の駅である。

## 乗り入れ路線
平義線と价川線の2路線が乗り入れている。价川線の起点駅となっており、平義線と价川線の分岐駅である。

## 駅周辺
新安州青年駅と隣の清川江駅の間には清川江が流れており、そこが平安南道と平安北道の境界となっている。

## 歴史
1908年4月1日、京義線全通時に新安州駅（しんあんしゅうえき）として開業した。もともとの安州の中心集落からは西に外れた場所にあたり、駅前には新たに市街地が発展した。駅周辺はのちに面（村に相当する行政区画）に昇格し、安州郡新安州面となった。
1911年（明治44年）11月1日に鴨緑江橋梁が完成した後は満洲に向かう国際列車の停車駅となった。現在でも平壌～北京・モスクワ間の国際列車の停車駅である。
第二次世界大戦後は、朝鮮民主主義人民共和国の施政下に入った。朝鮮戦争に際しては、清川江を渡る陸上交通の要衝であるこの駅の周辺は激しい爆撃を受けた。この戦争中の1952年12月、朝鮮民主主義人民共和国で行政区域改編が行われて面が廃止され、行政区画としての新安州面は消滅している。戦後、青年突撃隊などによる復興が行われ、駅名も新安州青年駅に改称された。

## 隣の駅
朝鮮民主主義人民共和国鉄道省
平義線
大橋駅 - 新安州青年駅 - 清川江駅
价川線
新安州青年駅 - 安州駅